# Gâscă neagră
Gâsca neagră (Branta bernicla) este o gâscă mică din genul Branta. Există trei subspecii, care iernează de-a lungul coastelor mărilor din zonele temperate și se reproduc în tundra arctică înaltă. 

## Taxonomie
Găsca neagră a fost descrisă oficial în 1758 de naturalistul suedez Carl Linnaeus în cea de-a zecea ediție a lucrării sale Systema Naturae sub numele binomial Anas bernicla. Linnaeus a specificat că localitatea tip este Europa, dar în 1761 a restrâns-o la Suedia. Găsca neagră este în prezent una dintre cele șase specii plasate în genul Branta, care a fost introdus în 1769 de naturalistul austriac Giovanni Antonio Scopoli.
Denumirea genului Branta este o formă latinizată a vechiului norvegian brandgás, „gâscă arsă (neagră)”. Epitetul specific bernicla provine din latina medievală.
Este cunoscută și sub denumirea de Gâsca gulerată.

## Galerie

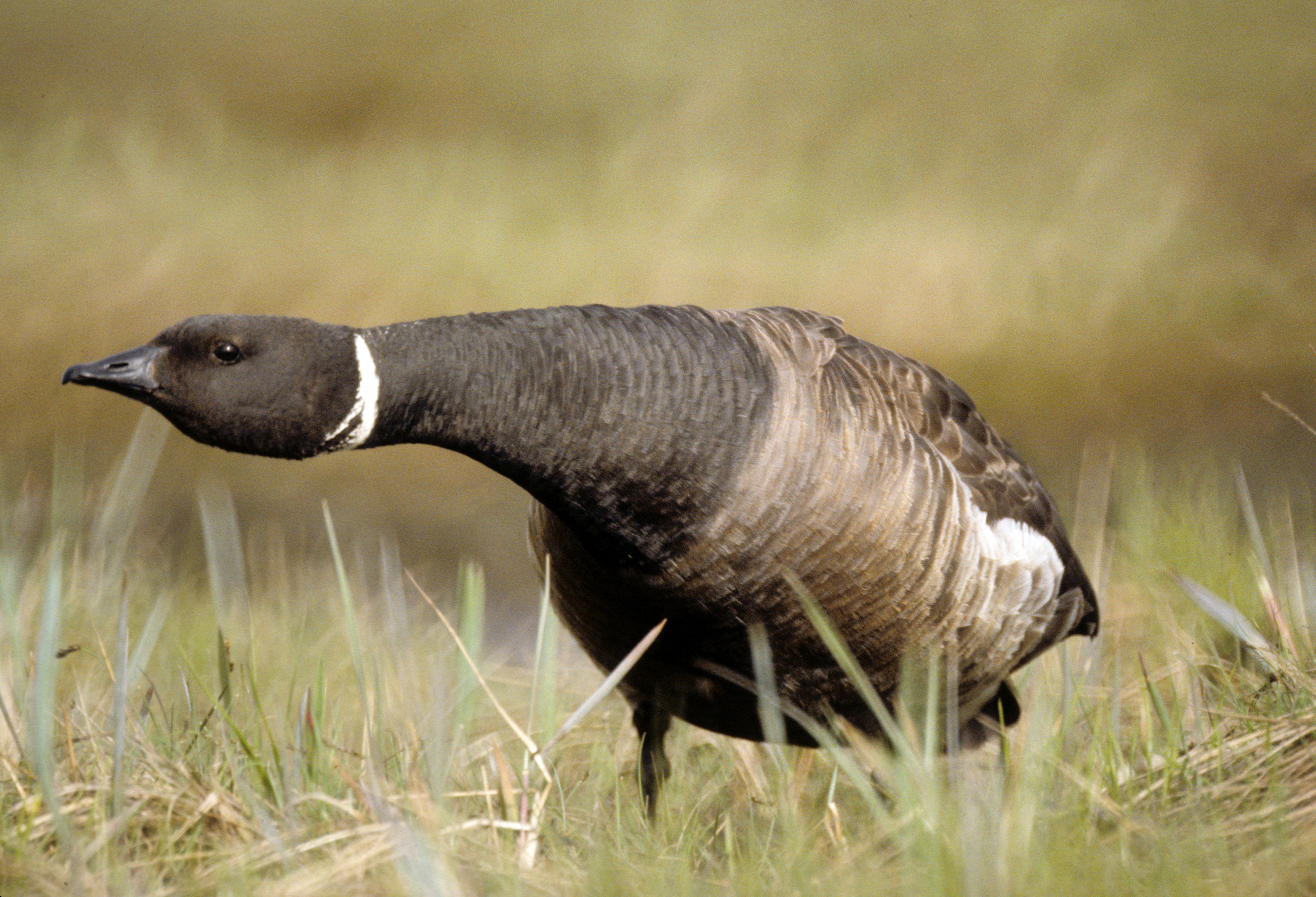
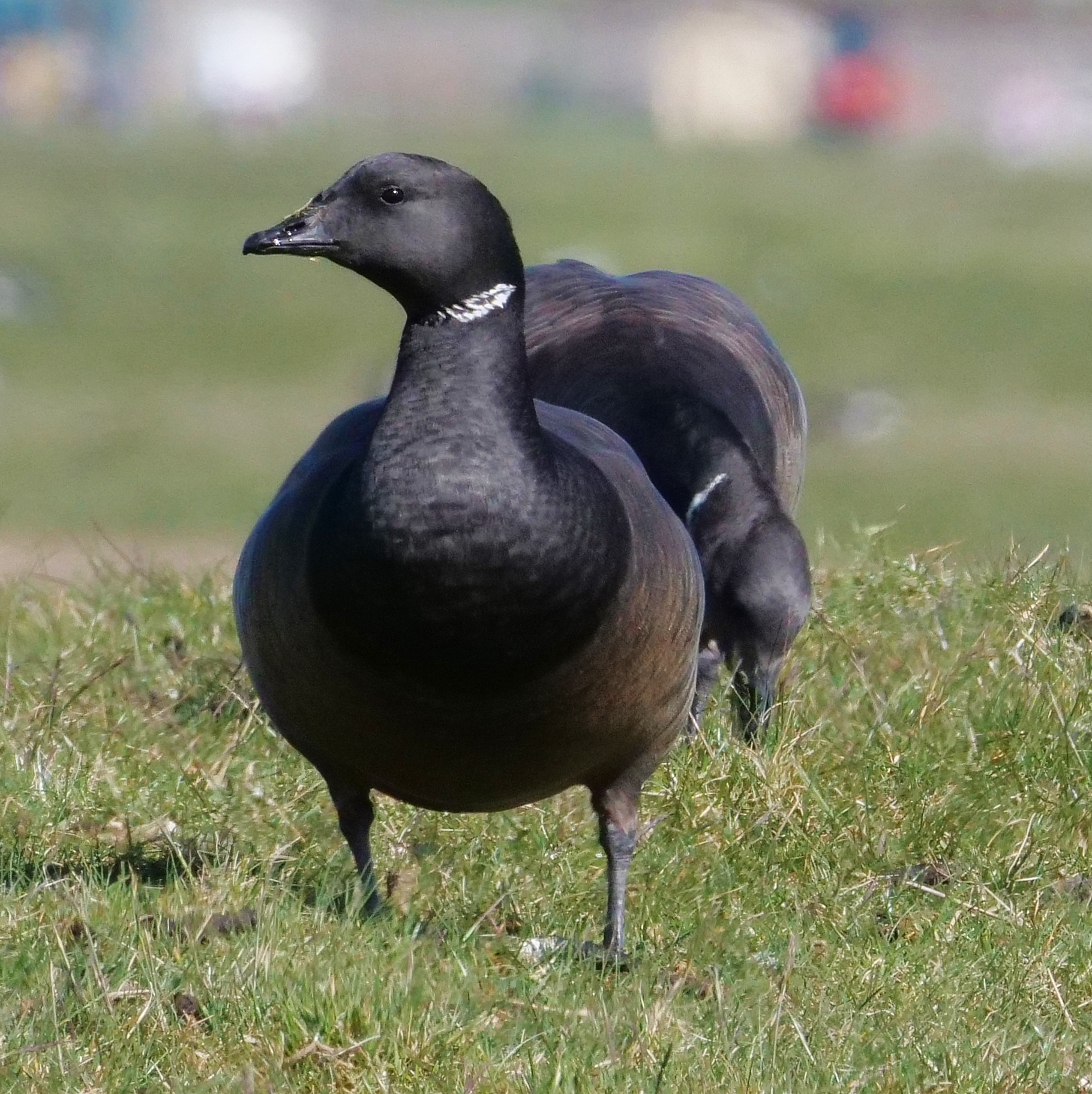
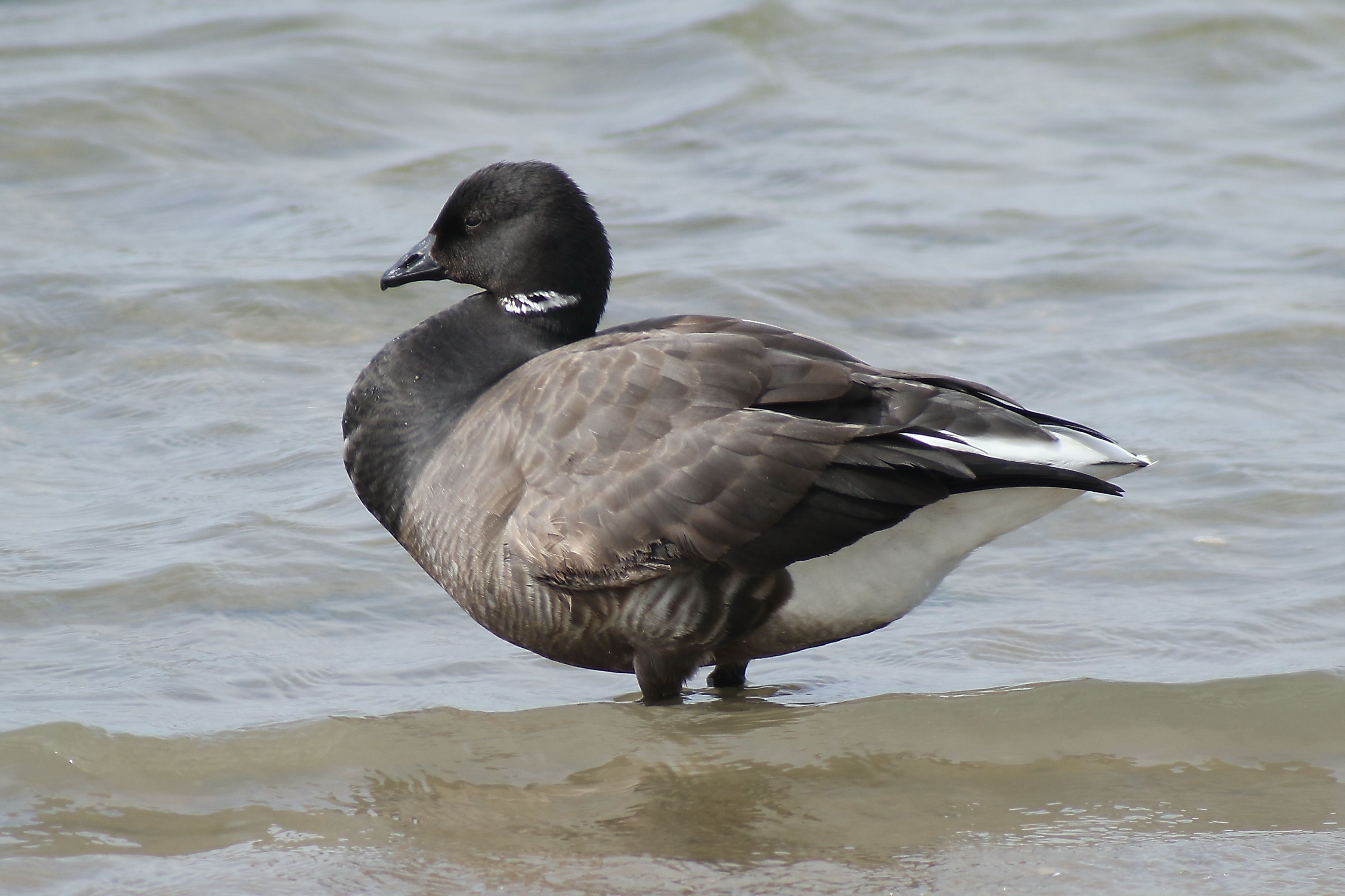